# Liste der Straßen und Plätze in Berlin-Oberschöneweide

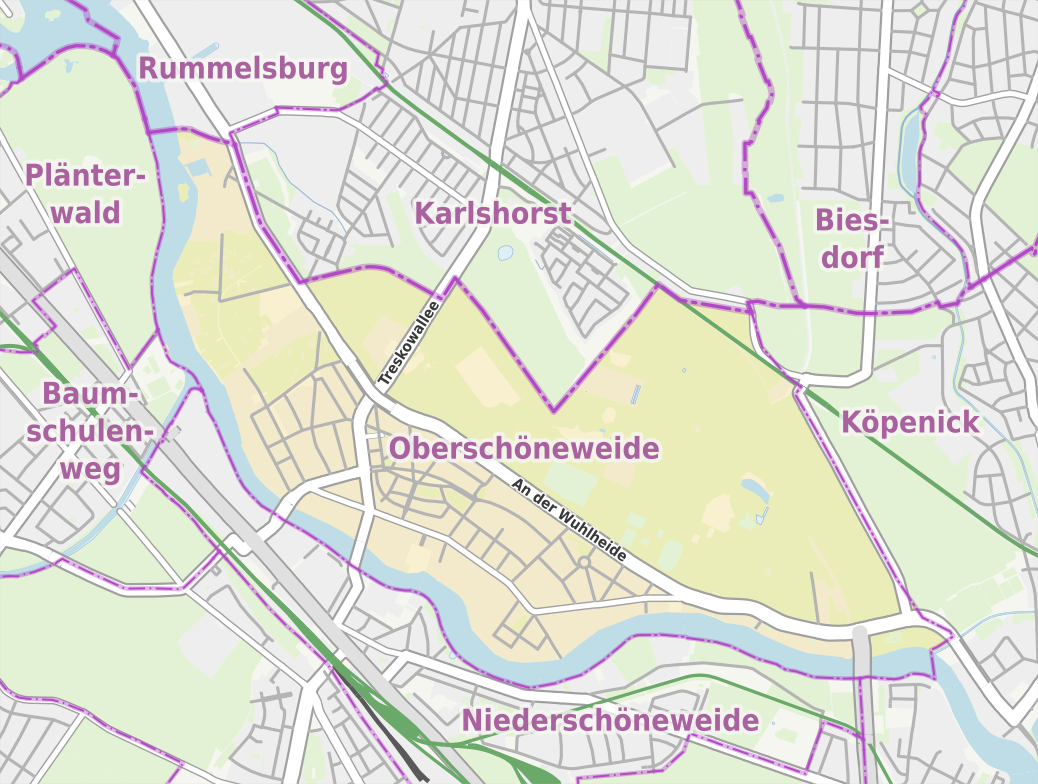
Übersichtskarte von Berlin-Oberschöneweide

Die Liste der Straßen und Plätze in Berlin-Oberschöneweide beschreibt das Straßensystem im Berliner Ortsteils Oberschöneweide mit den entsprechenden historischen Bezügen. Gleichzeitig ist diese Zusammenstellung ein Teil der Listen aller Berliner Straßen und Plätze.

## Überblick
Die Grenzen des Ortsteils werden (vom Nordwesten im Uhrzeigersinn beginnend) gebildet durch den Hohen Wallgraben, die Rummelsburger Landstraße, die Straße Am Walde in Karlshorst, den Grenzverlauf durch die Wuhlheide, die Rudolf-Rühl-Allee (ausgenommen die Grundstücke 263 und 265 der Alten Försterei), das Westufer der Wuhle sowie das südliche und westliche Spreeufer. Umgeben wird Oberschöneweide von den Ortsteilen Rummelsburg, Karlshorst, Köpenick, Niederschöneweide, Baumschulenweg und Plänterwald.
Oberschöneweide hat 25.345 Einwohner (Stand: 31. Dezember 2023) und umfasst den Postleitzahlenbereich 12459. Im Ortsteil liegen 64 gewidmete Straßen und zwei benannte Plätze (einige Flächen mit dem Charakter eines Stadtplatzes sind nicht benannt). Über die Spree hinweg ist Oberschöneweide durch vier Straßenbrücken und eine Fußgängerbrücke mit Niederschöneweide und Köpenick verbunden. Auch die Eisenbahnbrücke des Berliner Außenrings überquert auf Oberschöneweider Gebiet die Spree.
Fünf Straßen liegen teilweise auch in den Nachbarortsteilen. Die Gesamtlänge der Stadtstraßen im Ortsteil beträgt 32,4 Kilometer. Das Hauptstraßensystem liegt in Ost-West-Richtung zwischen Rummelsburg und Köpenick im Straßenzug Rummelsburger Landstraße – Rummelsburger Straße – An der Wuhlheide, ergänzt durch die Wilhelminenhof-, Ostend- und Weiskopffstraße. Die Nord-Süd-Strecke liegt auf dem Straßenzug Treskowallee und Edison- oder Siemensstraße. Die westlicher liegende Süd-Ost-Verbindung (kurz SOV) über die Minna-Todenhagen-Brücke verbindet die Rummelsburger Straße mit der Köpenicker Landstraße in Niederschöneweide.
Auf aufgegebenen und umgewidmeten Gewerbeflächen im Osten der Wilhelminenhofstraße entstanden in den Jahren 2009/2010 mehrere neue Straßen.

## Übersicht der Straßen und Plätze
Die nachfolgende Tabelle gibt eine Übersicht über die vorhandenen Straßen und Plätze im Ortsteil sowie einige dazugehörige Informationen.
- Name/Lage: aktuelle Bezeichnung der Straße oder des Platzes. Über den Link Lage kann die Straße oder der Platz auf verschiedenen Kartendiensten angezeigt werden. Die Geoposition gibt die Lage der ungefähren Mitte der Straßenlänge an.
- Im amtlichen Straßenverzeichnis nicht aufgeführte Verkehrswege sind mit * gekennzeichnet.
- Ehemalige oder nicht mehr gültige Straßennamen sind kursiv gesetzt. Für bedeutende ehemalige Straßen oder historische Straßennamen ist gegebenenfalls eine gesonderte Liste vorhanden.
- Länge/Maße in Metern:
Die in der Übersicht enthaltenen Längenangaben sind  gerundete Übersichtswerte, die in Google Earth mit dem dortigen Maßstab ermittelt wurden. Sie dienen Vergleichszwecken und werden, sofern amtliche Werte bekannt sind, ausgetauscht und gesondert gekennzeichnet.
Bei Plätzen sind die Maße in der Form a × b für rechteckige Anlagen und für (ungefähr) dreieckige Anlagen als a × b × c mit a als längster Seite angegeben.
Sofern die Straße auch in benachbarte Ortsteile weiterführt, gibt der Zusatz ‚im Ortsteil‘ an, wie lang der Straßenabschnitt innerhalb des Ortsteils dieses Artikels ist.
- Namensherkunft: Ursprung oder Bezug des Namens.
- Anmerkungen: weitere Informationen über anliegende Baudenkmale oder Institutionen, die Geschichte der Straße und historische Bezeichnungen.
- Bild: Foto der Straße oder eines anliegenden Objektes.

| Name/Lage                       | Länge/Maße (in Metern) | Namensherkunft | Datum der Benennung        | Anmerkungen | Bild |
| ------------------------------- | ---------------------- | --- | -------------------------- | --- | --- |
| Am Bahnhof Wuhlheide (Lage)     | 0140 (im Ortsteil)     | S-Bahnhof Wuhlheide, an der Bahnkreuzung | 23. Dez. 1983              | Die Straße verläuft mit den Grundstücken 1–4 (fortlaufend) entlang der Streckenzuführung zur Parkeisenbahn Wuhlheide zwischen dem West-Süd-Abzweig und der Ostkante der Straßenbrücke. Der Abschnitt mit Anschluss an die Rudolf-Rühl-Allee liegt in Köpenick. Ein früherer Straßenname ist nicht bekannt. | Am Bahnhof Wuhlheide, Sicht von der Straßenbrücke zur Bahnbrücke |
| An der Wuhlheide (Lage)         | 4000 (im Ortsteil)     | Waldgebiet Wuhlheide, wird von der Straße südlich tangiert | 7. Jan. 1928               | Die Straße verläuft von der Edisonstraße/Treskowallee ostwärts bis 20 Meter vor der Pyramidenbrücke über die Wuhle. Mit der Entwicklung der Landgemeinde Ober-Schöneweide erhielten einzelne Abschnitte dieser Straße zunächst unterschiedliche Bezeichnungen. Um 1900 bekam der östliche Bereich zwischen Rathenaustraße und Gemarkung Cöpenick den Namen Berliner Chaussee, ab 1904 Berlin-Köpenicker Chaussee. 1905 wurde der westlichste Abschnitt ausgegliedert und Köpenickerstraße (auch Cöpenicker Straße geschrieben) genannt. Der mittlere Bereich zwischen Rummelsburger Straße und Weiskopffstraße hieß ab 1905 Waldstraße, auf dem der gerade eröffnete Gemeindefriedhof lag. Die Straße An der Wuhlheide erhielt ihre durchgängige Bezeichnung 1928. Die nördliche Fahrbahn zwischen der Fahrstraße östlich der Rudolf-Rühl-Allee (alte Straßenführung) am Grundstück 263 entlang (des Stadions Alte Försterei) und das Grundstück 265 (ohne die Straße davor) gehören zu Köpenick. Der Waldfriedhof Oberschöneweide, der über die Verlängerte Rathenaustraße erreichbar ist, trägt aktuell die Adresse An der Wuhlheide 131 a. Auf der Spreeseite wurde 2012 der Mellowpark angelegt (mittleres Bild).                                   | Blick in die Straße von Süden · Kunstgraffiti im Eingangsbereich des Mellowparks · Gedenkstein für die Opfer des Faschismus auf dem Waldfriedhof, der einige Namen enthält, nach denen in Oberschöneweide später Straßen benannt wurden. |
| Antoniuskirchstraße (Lage)      | 0140                   | St. Antonius-von-Padua-Kirche | 1909                       | Die Straße umschließt U-förmig die Kirche. Mit der Errichtung der Kirche 1906/1907 wurde die Straße als Bedingung für die erteilte Baugenehmigung durch die Kirchgemeinde angelegt. | St. Antoniuskirche an der gleichnamigen Straße |
| Deulstraße (Lage)               | 0320                   | Carl Deul (1855–1904), Architekt, Erster Gemeindevorsteher seit 1898; Sachwalter des Erschließungsgebietes Oberspree                                                               | um 1900                    | Die Deulstraße verbindet die Siemensstraße (südlich) mit der Helmholtzstraße (nördlich). 1901 ist sie noch als „unbebaut“ ausgewiesen. Im Adressbuch 1901 (Vorort Ober-Schöneweide) ist Deul als Baumeister mit der Adresse Edisonstraße 7 enthalten. An der Ecke Helmholtzstraße befindet sich die evangelisch-methodistische Friedenskirche. | Blick in die Deulstraße von der Helmholtzstraße |
| Edisonstraße (Lage)             | 0950 (im Ortsteil)     | Thomas Alva Edison (1847–1931), US-amerikanischer Erfinder, vor allem durch den Phonographen und die Glühlampe weltweit bekannt geworden                                           | um 1896                    | Die Straße verläuft in zwei leichten Bögen von der Treskowbrücke bis zur Rummelsburger Straße/An der Wuhlheide. Sie verbindet die Brückenstraße im Ortsteil Niederschöneweide mit der Treskowallee und wird auf ganzer Länge von mehreren Straßenbahnlinien durchfahren. Bei der Erstanlage des Straßennetzes erhielt nur der heutige nördliche Abschnitt zwischen Wilhelminenhofstraße und An der Wuhlheide den Namen Edisons. Der Rest des Verkehrsweges wurde Halskestraße nach dem Ingenieur und Unternehmer Johann Georg Halske genannt. Vermutlich bei der Fertigstellung der Treskowbrücke 1904 erhielt der gesamte Straßenzug die Bezeichnung Edisonstraße. Mit der beginnenden Bebauung hatte sich in der Edisonstraße 62 eine Diakonissenstation mit dem Vereinsheim Frauenhilfe etabliert. Die Kreuzung mit der Wilhelminenhofstraße, anfangs nicht von großen Fabrikhallen umstanden, hieß um 1900 Königs-Platz nach dem dort wohnenden Fleischermeister und Kommunalpolitiker Fritz König, ab 1907 als Königsplatz gesondert ausgewiesen. Im Jahr 1930 erhielt er das Fugen-s, 1936 wurde er aus dem Straßenverzeichnis getilgt. | Edisonstraße 30–33 |
| Eichgestell (Lage)              |                        | Gestell, historische Bezeichnung für eine Straße durch ein Forstgebiet, hier wohl vorherrschend mit Eichen gesäumt                                                                 | um 1730                    | Der geradlinige Forstweg nördlich parallel zu An der Wuhlheide verläuft zwischen Treskowallee (westlich) und der Straße am FEZ. Der unbefestigte Weg soll als Verbindung zwischen dem Berliner Schloss und dem Schloss Köpenick angelegt worden sein. | Eichgestell |
| Elbeweg (Lage)                  |                        | Elbe, Fluss in Deutschland | um 1995                    | Der Elbeweg ist eine Stichstraße zwischen Spreeschlossstraße (nördlich) und Minna-Todenhagen-Straße (südlich) durch die Kleingartenanlage ,Am Freibad’. Wohnhäuser sind dort nicht ausgewiesen, wohl aber zwei Gewerbebetriebe. | Elbeweg, Blickrichtung Südost |
| Ernst-Ziesel-Straße (Lage)      | 0270                   | Ernst Ziesel (1880–1946), Industriearchitekt | um 2009                    | Die Straße wurde zur Erschließung des Campus Wilhelminenhof angelegt. Dieser Hof entstand nach Liquidation früherer Großfabriken und wird zum großen Teil als ein Standort der Hochschule für Technik und Wirtschaft Berlin genutzt. Die Ernst-Ziesel-Straße ist eine Querverbindung zwischen der Johannes-Kraaz-Straße und der Peter-Behrens-Straße. | Sicht von der Johannes-Kraaz-Straße in die Ernst-Ziesel-Straße |
| Firlstraße (Lage)               | 0520                   | Wilhelm Firl (1894–1937), Widerstandskämpfer gegen den Nationalsozialismus | 20. Apr. 1948              | Die Firlstraße verbindet An der Wuhlheide südwärts mit der Wilhelminenhofstraße. Bei der Anlage des Straßennetzes um 1896 erhielt der Verkehrsweg den Namen Frischenstraße nach dem Techniker Carl Ludwig Frischen (1830–1890), der in der Firma Siemens & Halske im Bereich Telegrafentechnik erfolgreich arbeitete. Gleich nach Ende des Zweiten Weltkriegs wurde die Straße umbenannt, amtlich eingetragen wurde dies erst 1948. Hier steht unter anderem die im Bild zu sehende Christuskirche. Auf deren Vorplatz befinden sich an der Einmündung der Kottmeierstraße die Reste eines 1931 eingeweihten Denkmals für die Gefallenen des Ersten Weltkriegs aus Oberschöneweide. | Christuskirche Ecke Griechische Allee/Firlstraße |
| Fontanestraße (Lage)            | 0360                   | Theodor Fontane (1819–1898), Schriftsteller | 1909                       | Die Straße verläuft von der Griechischen Allee bis zur Straße An der Wuhlheide. Nach dem Bebauungsplan von 1906 wurde der Verkehrsweg Straße 14 genannt. 1911 wurde als erstes Gebäude in der Straße das Albrecht-Dürer-Realgymnasium (heute Isaac-Newton-Oberschule) erbaut. | Realgymnasium Oberschöneweide, von der Fontanestraße aus |
| Fritz-Kirsch-Zeile (Lage)       | 0320                   | Fritz Kirsch (1903–1940), Politiker, Widerstandskämpfer | 20. Apr. 1948              | Sie verbindet die Wattstraße mit der Helmholtzstraße. Nach dem Bebauungsplan von 1906 wurde der Verkehrsweg Westendstraße genannt, womit das westliche Ende des neuen Bebauungsgebietes bezeichnet wurde. Die bereits nach dem Kriegsende 1945 vorgenommene Namensänderung wurde erst 1948 amtlich bestätigt. | Fritz-Kirsch-Zeile |
| Fritz-König-Weg (Lage)          | 0630                   | Fritz König (1849–1928), Gemeindevertreter und Original in Oberschöneweide | 1. Feb. 2010               | Er führt von der Nalepastraße (westlich) zur Rummelsburger Landstraße (östlich). Der Verkehrsweg hieß bis 2010 Weg 7. | Fritz-König-Weg, Ecke Rummelsburger Landstraße |
| Fuststraße (Lage)               | 0340                   | Johannes Fust (~1400–1466), Kaufmann, bekannt geworden als Darlehensgeber für den Druck der Gutenberg-Bibel                                                                        | um 1915                    | Die Fuststraße verläuft parallel zur Rummelsburger Straße und verbindet die Mentelinstraße mit der Edisonstraße. Nach dem Bebauungsplan von 1906 wurde der Verkehrsweg Straße 6 genannt. | Fuststraße |
| Gaußstraße (Lage)               | 0130                   | Carl Friedrich Gauß (1777–1855), Mathematiker und Astronom | um 1900                    | Die Gaußstraße verläuft vom Waldowplatz in Südwest-Richtung bis zur Slabystraße. Bei der Anlage des Straßensystems bekam der Verkehrsweg um 1900 seinen heutigen Namen. Noch 1906 ist keine Bebauung ausgewiesen. 1907 errichtete die Gemeinde hier ihre erste Gemeindeschule. | Gaußstraße, Sicht ab Slabystraße |
| Goethestraße (Lage)             | 0610                   | Johann Wolfgang von Goethe (1749–1832), Dichter | 1909                       | Die Goethestraße verbindet in geschwungener Straßenführung die Griechische Allee mit der Großstraße. Bei der Anlage des Straßensystems bekam der Verkehrsweg um 1900 seinen heutigen Namen. | Blick in die Goethestraße von der Schillerpromenade |
| Griechische Allee (Lage)        | 0690                   | Griechenland, südosteuropäischer Staat | 20. Apr. 1937              | Die Griechische Allee verläuft zwischen Edisonstraße und Firlstraße. Etwa in der Mitte liegt zwischen den beiden Richtungsfahrbahnen eine Grünfläche, der Griechische Park. Die Straße wurde von der 1898 gegründeten Landgemeinde Oberschöneweide als Rathausstraße in Angerform angelegt. Der Bau eines Rathauses auf dem Schmuckplatz wurde im Dezember 1902 beschlossen, ein Architektenwettbewerb sollte ausgeschrieben werden. Als reine Baukosten wurden 350.000 Mark vorgesehen. Doch das Rathaus wurde dann nicht errichtet. Bei der Straßenumbenennung im Jahr 1937 wurde der östlich bis zur Edisonstraße reichende Marktplatz mit einbezogen. Das faschistische Deutschland huldigte mit der Umbenennung einem seiner Bündnispartner. Im Griechischen Park steht die Skulptur Venus und Amor von Peter Christian Breuer aus dem Jahr 1925 (siehe zweites Bild letzte Spalte). Im Rahmen von Umbaumaßnahmen wurde die Griechische Allee 2011/2012 vor allem mit ihrer historischen Pflasterung auf Basis von Arbeiten der Garten- und Landschaftsarchitekten Müller/Wehberg und der Forschungs- und Planungsgruppe Stadt und Verkehr Büro Lützow 7 rekonstruiert. An der Griechischen Allee steht die denkmalgeschützte St.-Antonius-Kirche. | Berlin-Oberschöneweide Griechische Allee · Griechische Allee |
| Großstraße (Lage)               | 0230                   | Hans Groß (1860–1924), Luftschiffkonstrukteur | 26. Okt. 1910              | Die Großstraße verläuft in Südostrichtung von der Griechischen Allee zur Firlstraße. Bei der Anlage des Straßensystems um 1902 erhielt der Verkehrsweg die Bezeichnung Straße 12. | Großstraße Höhe Kilianistraße |
| Helmholtzstraße (Lage)          | 0570                   | Hermann Helmholtz (1821–1894), Naturwissenschaftler | um 1896                    | Die Straße verbindet die Edisonstraße (im Osten) mit der Tabbertstraße (im Westen). Sie erhielt bei der Anlage des Straßensystems 1896 bereits ihren heutigen Namen. 1901 ist sie noch als „unbebaut“ ausgewiesen. Im Jahr 1960 wurde die frühere Straße 5 in die Helmholtzstraße einbezogen. | Blick in die Helmholtzstraße in Richtung Edisonstraße |
| Johannes-Kraaz-Straße (Lage)    | 0270                   | Johannes Kraaz, Architekt, Mitarbeit an der Erschließung des Industriegebietes Oberschöneweide                                                                                     | 4. Jan. 2010               | Die Straße wurde auf dem Campus Wilhelminenhof angelegt und verbindet die Wilhelminenhofstraße mit der Ernst-Ziesel-Straße. Der Name der Straße wurde auf Grund einer Falschschreibung (Johannes Kraatz) berichtigt. | Sicht von der Wilhelminenhofstraße in die Johannes-Kraaz-Straße |
| Keplerstraße (Lage)             | 0190                   | Johannes Kepler (1571–1630), Astronom | um 1900                    | Die Keplerstraße verläuft von der Rathenaustraße (Nordwesten) zum Waldowplatz (Südosten). | Keplerstraße, Sicht von der Rathenaustraße |
| Kilianistraße (Lage)            | 0330                   | Heinrich Kiliani (1855–1945), Chemiker | 24. Mai 1951               | Die Kilianistraße verläuft von der Parsevalstraße (westlich) über die Schillerpromenade zur Großstraße (östlich). Bei der Anlage des Straßensystems hieß der Verkehrsweg zunächst Straße 13, 1909 bekam er den Namen Bismarckstraße nach dem Reichskanzler Otto von Bismarck. | Blick in die Kilianistraße von der Schillerpromenade |
| Klarastraße (Lage)              | 0150                   | Klara, weiblicher Vorname | um 1900                    | Die Straße verbindet die Wilhelminenhofstraße (Südwesten) mit der Plönzeile (Nordosten). Sie erhielt ihren heutigen Namen mit der Anlage des Straßensystems um 1900, bis 1903 Clarastraße geschrieben. | Blick in die Klarastraße ab der Wilhelminenhofstraße |
| Kottmeierstraße (Lage)          | 0510                   | Hermann Kottmeier (1855–1927), erster Amtsvorsteher von Ober-Schöneweide, Oberförster in Köpenick                                                                                  | 1909                       | Sie verbindet die Firlstraße mit der Rathenaustraße. Außerdem besitzt sie einen Erschließungsarm nördlich der Haupttrasse. Nach dem Bebauungsplan hieß sie zunächst Straße 11. | Kottmeierstraße in Blickrichtung Ost |
| Kunheimstraße (Lage)            | 0100                   | Kunheim & Co. Chemische Fabrik in Niederschöneweide | 1. Sep. 2003               | Die Kunheimstraße liegt zwischen Tabbert- und Nalepastraße und wurde nach 1990 zunächst als Privatstraße zur Erschließung angelegt. Eine nach dem Unternehmer und Chemiker Hugo Kunheim (1838–1897) benannte Sackgasse existierte von 1906 bis in die 1940er Jahre südwärts der Wilhelminenhofstraße. Dort hatte die AEG einen ihrer Verwaltungssitze. Diese Sackgasse wurde später entwidmet. | Blick aus der Tabbertstraße nach Osten in die Kunheimstraße. Links die Gemeindeschule von 1914 (Nalepastraße 203/209) |
| Lauffener Straße (Lage)         | 0130                   | Lauffen, Stadt in Baden-Württemberg, war Vorführort einer ersten funktionstüchtigen 25 Kilovolt-Freileitung im Jahr 1891                                                           | um 1896                    | Sie verbindet die Wilhelminenhofstraße mit dem Platz am Kaisersteg. Bei ihrer Erstbenennung schrieb man sie Laufenerstraße oder Laufener Straße (ohne Doppel-f). | Lauffener Straße ab der Wilhelminenhofstraße |
| Marienstraße (Lage)             | 0240                   | Maria, weiblicher Vorname | um 1900                    | Drei parallele Straßen (Klarastraße, Marienstraße, Mathildenstraße) zwischen Wilhelminenhofstraße und Plönzeile wurden zeitgleich nach weiblichen Vornamen benannt. Die Marienstraße endet etwa 100 Meter hinter der Plönzeile als Sackgasse. 1901 ist sie noch als ‚unbebaut‘ ausgewiesen. | Blick in die Marienstraße ab der Wilhelminenhofstraße |
| Mathildenstraße (Lage)          | 0150                   | Mathilde, Vorname der Ehefrau des Unternehmers Emil Rathenau, engagierte sich in Oberschöneweide vor allem sozial                                                                  | um 1900                    | Drei parallele Straßen (Klarastraße, Marienstraße, Mathildenstraße) zwischen Wilhelminenhofstraße und Plönzeile wurden zeitgleich nach weiblichen Vornamen benannt. 1901 ist sie noch als „unbebaut“ ausgewiesen und schrieb sich bis 1907 ohne Fugen-n. | Blick in die Mathildenstraße ab der Wilhelminenhofstraße |
| Mentelinstraße (Lage)           | 0560                   | Johannes Mentelin (~1410–1478), Buchdrucker | 10. Apr. 1931              | Die Mentelinstraße wurde um 1900 als Straße 4 angelegt. Sie verläuft von der Rummelsburger Straße südwestwärts bis zur Tabbertstraße. | Mentelinstraße, Sicht ab Nalepastraße |
| Minna-Todenhagen-Straße (Lage)  | 0850 (im Ortsteil)     | Minna Todenhagen (1880–1950), Mitbegründerin der Arbeiterwohlfahrt | 2016                       | Die Straße trug bis 2016 den Namen Grenzweg. Sie verbindet die Rummelsburger Landstraße/Rummelsburger Straße über die Minna-Todenhagen-Brücke mit der Köpenicker Landstraße im Ortsteil Niederschöneweide. | |
| Nalepastraße (Lage)             | 2140                   | Paul Nalepa (1846–1900), Färbereibesitzer, Gemeindevertreter (Schöffe) in Oberschöneweide                                                                                          | 1904                       | Die Nalepastraße führt von der Rummelsburger Landstraße in Richtung Süden zur Siemensstraße. Sie wird durch das Gelände des ehemaligen Funkhauses Nalepastraße unterbrochen, in dem der Rundfunk der DDR 1956–1991 seinen Sitz hatte. In ihrem Verlauf durchquert die Straße die Kleingartenanlagen Wilhelmstrand, Oberspree und Am Freibad. Das südliche Ende der Nalepastraße besteht seit 1896 als Alteneckstraße, der dortige Betriebshof der Straßenbahn seit 1901. Die Straße erhielt 1904 ihren heutigen Namen und wurde 1930 nach Norden verlängert. Am nördlichen Ende gab es ab 1914 die Straße Nobelshof. Seit 1938 sind beide Straßen als Nalepastraße verbunden und neu durchnummeriert. | Histor. Funkhaus in der Nalepastraße · Gemeindeschule in der Nalepastraße |
| Nixenstraße (Lage)              | 0090                   | Nixe, Wassergeist | vor 1919                   | Die Nixenstraße geht südwestwärts von An der Wuhlheide ab und führt als Sackgasse direkt zur Spree. Hier hatte sich beizeiten die Rudergesellschaft von 1884 ein Terrain gesichert. | Nixenstraße, Sicht von An der Wuhlheide |
| Osmar-Klemm-Straße (Lage)       | 0290                   | Osmar Klemm, Architekt; zusammen mit Paul Tropp und Ernst Ziesel an den Bauten in Oberschöneweide beteiligt.                                                                       | 4. Jan. 2010               | Der Verkehrsweg entstand auf dem Campus Wilhelminenhof und ist eine Querverbindung zwischen der Johannes-Kraaz-Straße, der Peter-Behrens-Straße und der Paul-Tropp-Straße. Die Straße erhielt zunächst den Namen Gottfried-Klemm-Straße. Einige Zeit nach der amtlichen Namensvergabe stellten zwei Wissenschaftler fest, dass der Vorname des hier geehrten Architekten nicht Gottfried, sondern Wilhelm Osmar lautete. Die von ihnen informierten Berliner Behörden prüften den Vorgang noch einmal. Der Name der Straße wurde infolgedessen berichtigt. | Sicht von der Johannes-Kraaz-Straße in die Osmar-Klemm-Straße |
| Ostendstraße (Lage)             | 0680                   | Die Straße liegt am östlichen Ortsrand der ehemaligen Landgemeinde Oberschöneweide.                                                                                                | vor 1896                   | Die Straße verläuft zwischen Wilhelminenhof- und Parkstraße und setzt sich als Weiskopffstraße fort. Auf ihr verkehren mehrere Straßenbahnlinien. Der Name bezieht sich auf eine ehemalige Villenkolonie mit dem Namen Ostend, die in den Gründerjahren errichtet wurde. In der Zeit der Industrialisierung ließen zahlreiche Unternehmer entlang der Straße ihre Fabrikgebäude bauen; das bekannteste ist der Behrensbau (unteres Bild). Er entstand 1915–1917 nach Plänen des Architekten Peter Behrens für die Nationale Automobil-Gesellschaft und beherbergte später die Röhrenfabrik Oberspree (RFO) der AEG. Die RFO wurde nach dem Zweiten Weltkrieg das Oberspreewerk (OSW), ab 1951 das Werk für Fernmeldewesen und schließlich 1960 zum Werk für Fernsehelektronik. | |
| Otto-Krüger-Zeile (Lage)        | 0240                   | Otto Krüger (1886–1936), Kommunist und Widerstandskämpfer | 24. Juni 1960              | Sie verbindet die Helmholtzstraße nordwärts mit der Mentelinstraße. Gemäß dem Erstbebauungsplan trug der Verkehrsweg die Bezeichnung Straße 8. Der Namensgeber wohnte in Oberschöneweide in der Wattstraße. | Blick in die Otto-Krüger-Zeile von der Helmholtzstraße |
| Parkstraße (Lage)               | 0120                   | Volkspark Wuhlheide | vor 1901                   | Sie beginnt am Verkehrsweg An der Wuhlheide und endet am Straßenzug Ostendstraße–Weiskopffstraße. | Parkstraße |
| Parsevalstraße (Lage)           | 0180                   | August von Parseval (1861–1942), Luftschiffkonstrukteur | 26. Okt. 1910              | Die Straße verbindet die südliche Fahrbahn der Griechischen Allee mit der Goethestraße südwärts und reicht noch ein kurzes Stück darüber hinaus. Noch im Jahr der Benennung begann die Bebauung. | Blick in die Parsevalstraße von der Goethestraße |
| Paul-Tropp-Straße (Lage)        | 0190                   | Paul Tropp, Architekt, der zusammen mit weiteren Architekten seiner Zeit an der Bebauung des Industriegebietes Schöneweide beteiligt war                                           | 4. Jan. 2010               | Die Paul-Tropp-Straße wurde auf dem Campus Wilhelminenhof angelegt. Sie verbindet die Wilhelminenhofstraße mit der Osmar-Klemm-Straße. | Paul-Tropp-Straße, Sicht von der Wilhelminenhofstraße |
| Peter-Behrens-Straße (Lage)     | 0280                   | Peter Behrens (1868–1940), Architekt und Stadtplaner | 4. Jan. 2010               | Die Peter-Behrens-Straße wurde auf dem Campus Wilhelminenhof angelegt. Sie verbindet die Wilhelminenhofstraße mit der Ernst-Ziesel-Straße. In Oberschöneweide war der Architekt Behrens federführend beim Bau der AEG-Industriebauten, wie etwa dem Behrensbau in der Ostendstraße 1–4. | Peter-Behrens-Straße, Sicht von der Wilhelminenhofstraße |
| Platz am Kaisersteg (Lage)      | 0100 × 90              | Kaisersteg, eine Spreebrücke | 11. März 2008              | Der Platz wurde mit dem Wiederaufbau des im Zweiten Weltkrieg zerstörten Kaiserstegs erstmals angelegt. Mit der Wilhelminenhofstraße ist er mittels der nordwärts führenden Lauffener Straße verbunden. | Platz am Kaisersteg |
| Plönzeile (Lage)                | 0480                   | Fritz Plön (1906–1944), Arbeiter aus dem AEG-Werk in Schöneweide und Widerstandskämpfer                                                                                            | 20. Apr. 1948              | Die Plönzeile verbindet die Firlstraße mit der Rathenaustraße. Bei der Anlage des Straßensystems um 1906 erhielt sie die Bezeichnung Luisenstraße zu Ehren von Luise, Königin von Preußen. Im Gebäude Luisenstraße 33 befand sich lange Zeit das Gemeindehaus von Oberschöneweide. Die Straßennamensänderung erfolgte 1945 gleich nach dem Ende des Zweiten Weltkriegs, wurde jedoch erst 1948 amtlich. | Blick in die Plönzeile ab der Firlstraße |
| Poggendorffweg (Lage)           | 0120                   | Johann Christian Poggendorff (1796–1877), Physiker | 15. Dez. 1930              | Der Poggendorffweg verbindet die Nalepastraße mit der Rummelsburger Landstraße. Angelegt wurde der Weg als Straße 2, dann erhielt er die Bezeichnung Nobelshof, wo sich die Zentralstation der Berliner Elektrizitätswerke befand. | Poggendorffweg, ab Rummelsburger Landstraße |
| Rathenaustraße (Lage)           | 0520                   | Emil Rathenau (1838–1915), Maschinenbauingenieur und Unternehmer, Vater von Walther Rathenau                                                                                       | 1900 (mit Unterbrechung)   | Die Rathenaustraße verläuft zwischen Wilhelminenhofstraße (Südwesten) und An der Wuhlheide (Nordwesten). Nordwärts ist in manchen Karten die Fortsetzung bis zum Friedhof als Verlängerte Rathenaustraße eingetragen. Bei der Anlage des Straßensystems erhielt der Verkehrsweg seinen Namen zu Ehren des Unternehmers Emil Rathenau, der wesentlichen Anteil am wirtschaftlichen Wachstum von Schöneweide hatte. Weil er aus einer jüdischen Familie stammte, erfolgte am 5. April 1934 eine Umbenennung in Irmhildstraße. Bei den Namensänderungen nach dem Krieg erhielt die Straße am 20. April 1948 ihren ursprünglichen Namen zurück. | Wohnhochhaus in der Rathenaustraße · Blick in die Straße von An der Wuhlheide aus |
| Reinbeckstraße (Lage)           | 0080                   | Johann Philipp Otto Reinbeck (19. Jh.), Besitzer des ersten dokumentierten Oberschöneweider Gehöfts; Oberfinanzrat                                                                 | 11. Mai 1938               | Die Reinbeckstraße geht von der Wilhelminenhofstraße südlich als Stichstraße ab. Bei der Anlage um 1907 wurde sie Schloßparkstraße genannt. An ihr liegen die Reinbeckhallen, ein Zentrum für zeitgenössische Kunst. | Reinbeckstraße, Blick zur Wilhelminenhofstraße |
| Roedernstraße (Lage)            | 0380                   | Siegfried von Roedern (1870–1954), Landrat des Kreises Niederbarnim | 1909                       | Die Roedernstraße verläuft von der Griechischen Allee nordwärts bis zur Edisonstraße. Das Pfarrhaus der St. Antonius-Gemeinde unter der Hausnummer 1 ist denkmalgeschützt. | |
| Rudolf-Rühl-Allee (Lage)        | 2260                   | Rudolf Rühl (1842–1909), Landwirt, Kommunalpolitiker und Stadtältester von Köpenick                                                                                                | 29. März 2011              | Die um 1995 umgebaute und modernisierte Köpenicker Allee erhielt 2011 diesen Namen. Sie liegt zwischen der Straße An der Wuhlheide und der Ortsteilgrenze zu Karlshorst an der Waldowallee. Die nördlichen 65 Meter mit Anschluss an die Waldowallee gehören zu Köpenick. Der (im Norden südwärts) anschließende Straßenabschnitt zwischen der KGA ‚Gartenfreunde Wuhlheide‘ sowie die Grundstücke 1 und 2 gehören zum Ortsteil. Die Ortsteilgrenze zu Köpenick verläuft an der Alten Köpenicker Allee entlang bis zur neuen Straßenführung, von diesem Schnittpunkt an (einschließlich des Bahnhofs Wuhlheide) gehören die Straße und der östliche Straßenrand zu Köpenick, die Wuhlheide westlich entlang der Straße zu Oberschöneweide. Die südlichen 190 Meter der Straße liegen wiederum in Oberschöneweide, während die Ortsteilgrenze hier an der alten Trasse verbleibt. | Sicht von An der Wuhlheide in die Rudolf-Rühl-Allee von Oberschöneweide |
| Rummelsburger Landstraße (Lage) | 0950 (im Ortsteil)     | Rummelsburg, Richtung | um 1950                    | Die Straße liegt zwischen der Brücke am Hohen Wallgraben (südlich vom Blockdammweg) und der Minna-Todenhagen-Straße. Ihre Nordostseite bildet nördlich des Fritz-König-Wegs die Ortsteilgrenze zu Karlshorst. Zu Karlshorst gehören daher die Grundstücke auf der Nordostseite 1–15 (ungerade). Bei der Erstanlage der Straßenverbindung um 1920 von Köpenick Richtung Berlin hieß sie zunächst Rummelsburger Chaussee. | Altes Kraftwerk Rummelsburg |
| Rummelsburger Straße (Lage)     | 0560                   | Rummelsburg, Richtung | vor 1906                   | Die Straße verläuft zwischen Minna-Todenhagen-Straße und Edisonstraße. An ihrem südöstlichen Ende beginnt die Auffahrt zur Brücke über die Kreuzung Treskowallee/Edisonstraße. Die heutige Rummelsburger Straße wurde in den 1920er Jahren um den Abschnitt zwischen Am Walde und der Minna-Todenhagen-Straße verkürzt. Dieser Bereich fiel an die Rummelsburger Landstraße. Im Adressbuch von 1919 ist ihr Verlauf zwischen Waldstraße und Edisonstraße angegeben. | Rummelsburger Straße Richtung Wuhlheide |
| Scharnweberstraße (Lage)        | 0360                   | Georg Scharnweber (1816–1894), Landrat des Kreises Niederbarnim | vor 1906                   | Sie verbindet die Ostendstraße nordwestwärts mit dem Waldowplatz. | Scharnweberstraße, Sicht vom Waldowplatz |
| Schillerpromenade (Lage)        | 0250                   | Friedrich Schiller (1759–1805), Dichter | 1910                       | Die breit angelegte Straße hieß zunächst Straße 15. Sie verbindet die Wilhelminenhofstraße mit der südlichen Fahrbahn der Griechischen Allee. An der Ecke mit der damaligen Rathausstraße (jetzt: Griechische Allee) steht das denkmalgeschützte ehemalige Kaiserliche Postamt (siehe Bild). | Histor. Postgebäude an der Schillerpromenade (links) / Ecke Griechische Allee |
| Schwarzer Weg (Lage)            | 0930                   | Vermutlich nach der Befestigung des Weges mit Schlacke benannt | um 1925                    | Nicht amtlich benannter Fahrweg durch mehrere Kleingartenanlagen, der zwischen Rummelsburger Landstraße und Nalepastraße verläuft, unterbrochen durch die Minna-Todenhagen-Straße. | Schwarzer Weg, nördliches Ende Blickrichtung Süd |
| Siemensstraße (Lage)            | 0510                   | Werner von Siemens (1816–1892), Unternehmer, Begründer der Elektrotechnik | um 1896                    | Die Straße verläuft von der Stubenrauchbrücke ostwärts bis zur Edisonstraße. Sie erhielt bereits beim Ausbau der Gemeinde Oberschöneweide ihren Namen, mit dem das Engagement von Siemens für die Ansiedlung von Fabriken hier geehrt wurde. Hausnummer 22 beherbergt die Freiwillige Feuerwehr Oberschöneweide (siehe Foto). Das Gebäude wurde um 1897 errichtet und steht unter Denkmalschutz. | Feuerwache in der Siemensstraße |
| Slabystraße (Lage)              | 0370                   | Rudolf Slaby (1887–1953), Adolf Slabys Sohn war Ingenieur und Mitbegründer der Slaby-Beringer-Automobil-Gesellschaft.                                                              | um 1896                    | Die Slabystraße verläuft südostwärts zwischen Rathenau- und Ostendstraße. 1901 ist sie noch als „unbebaut“ ausgewiesen. | Slabystraße, Sicht von der Rathenaustraße |
| Spindlersfelder Straße (Lage)   | 0280 (im Ortsteil)     | Spindlersfeld, Ortsteil von Berlin-Köpenick, Richtung | 16. Juli 2002              | Die Spindlersfelder Straße führt von An der Wuhlheide über die Wilhelm-Spindler-Brücke weiter über Köpenick bis zur Glienicker Straße. Nur der Abschnitt vom Südufer der Spree bis An der Wuhlheide gehört zu Oberschöneweide, er ist nicht bebaut. Die Namensvergabe erfolgte im Zusammenhang mit dem Bau der Brücke über die Spree. Sie ist Teil der Tangentialen Verbindung Ost (TVO). | Spindlersfelder Straße, Sicht von An der Wuhlheide |
| Spreeschlossstraße (Lage)       | 0230                   | wahrscheinlich nach einem hier vorhandenen Restaurant | nach 1901                  | Sie ist eine gewidmete Straße der Kleingartenanlage ,Wilhelmstrand‘ und führt von der Nalepastraße als Sackgasse bis zum Ostufer der Spree. Von dort geht die Fährlinie F11, die älteste Fährverbindung Berlins, zur Baumschulenstraße. | Spreeschlossstraße und Restaurant Spreeschlösschen |
| Steffelbauerstraße (Lage)       | 0300                   | Kurt Steffelbauer (1890–1942), Lehrer, Widerstandskämpfer gegen den Nationalsozialismus                                                                                            | 24. Mai 1951               | Die Steffelbauerstraße hieß bei ihrer Anlage um 1907 Kaiserstraße zu Ehren des deutschen Kaisers. Sie verbindet An der Wuhlheide südwestwärts mit der Ostendstraße. Der vorherige Südzipfel bis zur Spree ging im Industriegelände auf. | Blick in die Steffelbauerstraße von An der Wuhlheide |
| Straße zum FEZ (Lage)           | 0620                   | Freizeit- und Erholungszentrum (FEZ) in der Wuhlheide | 3. Mai 2005                | Die Straße geht nach Norden als Sackgasse von An der Wuhlheide ab. Mit der Einrichtung des damaligen Pionierpalastes „Ernst Thälmann“ (später FEZ genannt) entstand sie bereits, blieb jedoch lange Jahre namenlos. | Straße zum FEZ, Sicht von An der Wuhlheide |
| Tabbertstraße (Lage)            | 0540                   | Louis Tabbert (19./20. Jahrhundert), Gemeindevertreter in Oberschöneweide, Brauereibesitzer                                                                                        | um 1906                    | Die Straße verläuft von der Siemensstraße nordwestwärts etwa parallel zur Spree. Nach einem rechtwinkligen Knick mündet sie auf die Nalepastraße. Der nördliche Abschnitt der Straße hieß zuerst Hefnerstraße nach Friedrich von Hefner-Alteneck, einem Luftschiffkonstrukteur. Tabbert war Besitzer einer Weißbierbrauerei und betrieb in der Gemeinde die Ausflugsgaststätte Tabberts Waldschlößchen. Nach dem Adressbuch von 1901 wohnte er in der Wilhelminenhofstraße 19. | Tabbertstraße, Sicht Richtung Siemensstraße · Ausgestellter Kollergang in der Tabbertstraße 18 |
| Treskowallee (Lage)             | 0850 (im Ortsteil)     | Carl von Treskow (1787–1846), Besitzer des Gutes Friedrichsfelde | 1900 (mit Unterbrechungen) | Die Straße beginnt im Ortsteil Karlshorst, überschreitet die Ortsteilgrenze südlich der Trabrennbahn und endet an der Rummelsburger Straße/An der Wuhlheide. Auf ihr verkehren mehrere Straßenbahnlinien. Ihre südliche Fortsetzung ist die Edisonstraße. Bei der Entstehung der Landgemeinde Ober-Schöneweide bildete dieser Verkehrsweg die Verbindung zu den Ländereien der Gutsherren von Treskow und erhielt die Bezeichnung Treskowallee. Der südliche Abschnitt wurde 1910 ausgegliedert und hieß bis 1955 Karlshorster Chaussee, dann wurde er zur Karlshorster Landstraße. Zwischen 1961 und 1992 trug der gesamte Straßenzug den Namen Hermann-Duncker-Straße nach dem Gewerkschafter Hermann Duncker. Den ursprünglichen Namen erhielt die Allee am 9. Januar 1992 zurück. | Ehemalige Diakonie an der Treskowallee |
| Treskowstraße (Lage)            | 0110                   | Sigismund von Treskow (1864–1945), Landrat des Kreises Niederbarnim, förderte die Erschließung der nördlichen und östlichen Vororte Berlins                                        | vor 1906                   | Diese kurze Straße verbindet An der Wuhlheide südwärts mit dem Waldowplatz. | Blick in die Treskowstraße von An der Wuhlheide |
| Triniusstraße (Lage)            | 0330                   | August Trinius (1851–1919), Schriftsteller | 1909                       | Die Triniusstraße verbindet die Griechische Allee mit der Straße An der Wuhlheide. Zuerst hieß der Verkehrsweg Straße 16. | Blick in die Triniusstraße von An der Wuhlheide |
| Unter der Kranbahn (Lage)       | 0220                   | Kranbahn, Bezeichnung für einen auf Schienen laufenden Kran | 11. März 2008              | Die Straße ist lediglich ein Rad- und Fußweg und bildet von der Wilhelminenhofstraße einen Zugang zum Platz am Kaisersteg. Die namensgebende Kranbahn ist als technisches Denkmal auf dem Industriegelände erhalten. | Unter der Kranbahn |
| Waldowplatz (Lage)              | 0080 (kreisförmig)     | Wilhelm von Waldow (1856–1937), Jurist und Staatsbeamter, Landrat des Kreises Niederbarnim                                                                                         | um 1900                    | Von diesem Grünplatz gehen die Keplerstraße, Treskowstraße, Scharnweberstraße, Waldowstraße und Gaußstraße sternförmig ab. | Waldowplatz, Blick Richtung Scharnweberstraße |
| Waldowstraße (Lage)             | 0220                   | Wilhelm von Waldow (1856–1937), Jurist und Staatsbeamter, Landrat des Kreises Niederbarnim                                                                                         | um 1900                    | Die Waldowstraße verläuft von der Ostendstraße nordwestwärts bis zum Waldowplatz. Sie setzt sich danach als Fußweg fort und endet als Sackgasse. Bis in die 1950er Jahre führte sie bis zur Straße An der Wuhlheide. | Waldowstraße, Sicht vom Waldowplatz |
| Waltraud-Krause-Weg (Lage)      | 0140                   | Waltraud Krause (1925–2010), Ortschronistin von Oberschöneweide | 30. Aug. 2015              | Neu angelegter Weg zwischen Siemens- (Nr. 22) und Wilhelminenhofstraße (Nr. 7). Verlauf etwas versetzt im Zuge der Deulstraße. | |
| Wasserstraße (Lage)             | 0090                   | Wasserlauf der Spree | vor 1905                   | Die Wasserstraße reicht vom Straßenzug Ostendstraße/Weiskopffstraße bis zum Nordufer der Spree. Bei ihrer Aufnahme in das Berliner Adressbuch 1905 wird sie noch als „unbebaut“ ausgewiesen. | Wasserstraße, Sicht von Ecke Ostendstraße |
| Wattstraße (Lage)               | 0650                   | James Watt (1736–1819), englischer Erfinder | um 1900                    | Die Wattstraße verläuft zwischen der Siemensstraße (Süden) und der Mentelinstraße (Norden). Sie setzt sich in der Kleingartenanlage Grüne Aue als Sackgasse fort. | Blick in die Wattstraße von der Helmholtzstraße |
| Weiskopffstraße (Lage)          | 0250                   | Wilhelm Weiskopff (19./20. Jhd.), Bleichereibesitzer, Kommunalpolitiker | um 1900                    | Die Weiskopffstraße ist die östliche Fortsetzung der Ostendstraße zu An der Wuhlheide. | Weiskopffstraße, Sicht von der Scharnweberstraße |
| Wilhelminenhofstraße (Lage)     | 1900                   | Ausflugsrestaurant „Wilhelminenhof“, das zum Beginn des 19. Jahrhunderts durch den Geheimen Oberfinanzrat Johann Philipp Otto Reinbeck am nördlichen Spreeufer eröffnet worden war | um 1896                    | Die verkehrsreiche Straße verläuft von der Siemensstraße bis zur Ostendstraße. Ihr letzter Abschnitt nach der Ostendstraße führt als Anliegerstraße direkt zur Spree. Sie wird zwischen Edisonstraße und Ostendstraße von mehreren Straßenbahnlinien durchfahren. Die Wilhelminenhofstraße wurde im 20. Jahrhundert überregional bekannt, weil sich an ihr zahlreiche bedeutende Fabriken wie das AEG-Kabelwerk Oberspree (Atelierhaus79), die Akkumulatorenwerke (später Afa/Varta AG) und die Deutschen Niles Werke etabliert hatten. An ihr liegt der Campus Wilhelminenhof der Hochschule für Technik und Wirtschaft. In den ehemaligen Fabrikhallen haben viele Künstler ihre Ateliers eingerichtet. Zahlreiche Gebäude stehen unter Denkmalschutz. | Wilhelminenhofstraße Neue Montagehalle · Wilhelminenhofstraße · Wilhelminenhofstraße Abspannwerk Oberspree |
| Zeppelinstraße (Lage)           | 0840                   | Ferdinand Graf von Zeppelin (1838–1917), Konstrukteur von Luftschiffen | 1909                       | Die Zeppelinstraße verläuft in West-Ost-Richtung zwischen der Edisonstraße und der Firlstraße. Bei der Anlage des Straßensystems um 1896 bekam der Verkehrsweg die Bezeichnung Straße 10. | Zeppelinstraße |

## Weitere Örtlichkeiten in Oberschöneweide

### Kleingartenanlagen
Die Kleingartenanlagen (KGA) werden umgangssprachlich auch als Kolonien bezeichnet. Zum Ortsteil gehören:
| - KGA ,Am Freibad’ (Lage) - KGA ,Grüne Aue’ (Lage) - KGA ,Oberspree’ (Lage) | - KGA ,Wilhelmstrand’ (Lage) - KGA ,Gartenfreunde Wuhlheide-Köpenick’(Lage), nur westlicher Bereich |

### Parks, Freiflächen
| - Griechischer Park (Lage) - Volkspark Wuhlheide (Lage) - Wuhlheide am Freizeit- und Erholungszentrum (Lage) - Wuhlheide (westlich der Treskowallee) (Lage) | - Wuhlheide am Wasserwerk Wuhlheide (Lage) - Mellowpark - Waldfriedhof Oberschöneweide (Lage) - Wassersporteinrichtungen entlang des Spreenordufers (Lage) |

### Gewerbeflächen
| - Campus der Hochschule für Technik und Wirtschaft Berlin (HTW) - Rundfunkgelände an der westlichen Nalepastraße (Lage) - Gewerbegebiet Spreeschlossstraße (Lage) - Gewerbefläche Nord, nach Rummelsburg übergreifend (Lage) | - Gewerbegebiet Tabbertstraße (Lage) - Gewerbegebiet Wilhelminenhofstraße (reicht bis an die Spree) (Lage) - Gewerbegebiet Ostendstraße (Lage) |

## Einstige oder nur geplante Straßen
- Allerweg: wird im Adressbuch 1925 erstmals genannt,[31] 1928 ist er nicht mehr enthalten.

- Alteneckstraße (1896) nach dem Techniker und Konstrukteur Friedrich von Hefner-Alteneck, seit 1904 umbenannt in Nalepastraße

- Bismarckstraße, angelegt 1909, seit 1951 Kilianistraße.

- Buntzelstraße: ab 1909, nach den Erben von Max Buntzel (Gartenbaudirektor in der Gemeinde), deren Haus an der Ecke Wilhelminenhofstraße/Ostendstraße stand.[32] Sie verschwand nach 1930 aus dem Adressverzeichnis.

- Elisabethplatz: Im Jahr 1928 ist ein solcher Platz zwischen Luisenstraße und Marienstraße im Adressbuch eingetragen.[33] Der Platz wurde erst nach 1945 aus dem Adressverzeichnis getilgt.

- Frieden-Platz: Dieser Platz wurde 1901 erstmals am Nordufer der Spree ausgewiesen, auf den der westliche Abschnitt der Wilhelminenhofstraße endet. Er behielt seinen Namen (nun Friedensplatz) auch nach dem Bau der Stubenrauchbrücke.[34] Er wurde nach dem Frankfurter Frieden benannt. Im Jahr 1930 erhielt er das Fugen-s und hieß damit Friedensplatz. Um 1936 wurde der Platz aufgehoben.

- Hallenslebenstraße: ab 1909 im Adressbuch ausgewiesener Verkehrsweg zwischen Frischenstraße und Irmhildstraße[35], benannt nach Emil Hallensleben, Jurist und Politiker, die jedoch nie bebaut wurde. Deshalb zog die Bezirksverwaltung sie nach 1943 ein.

- Hanffstraße, nur 1902 eingetragen und als ‚unbebaut‘ gekennzeichnet.[36] Vermutlich nach Johann Nicolaus Hanff, Organist und Komponist des 17./18. Jhd. benannt.

- Karlshorster Chaussee, als südlicher und einziger Oberschöneweider Teil der ansonsten zu Karlshorst gehörenden Treskowallee, 1910 ausgelagert. Die Straße führte zuvor durch ein Waldgebiet[37], 1910 wurde das Königin-Elisabeth-Hospital erbaut.[38] 1955 wurde sie umbenannt in Karlshorster Landstraße, 1961 vereinigt mit dem Karlshorster Teil unter Vergabe neuer Hausnummern, unter dem Namen Hermann-Duncker-Straße, seit 1992 wieder Treskowallee.

- Marktplatz, angelegt 1909, seit 1937 Griechische Allee.

- Nobelshof, Name eines 1899 errichteten großen Petroleumlagers. Von 1914 bis 1937 war Nobelshof als Straße im Adressbuch verzeichnet.[39] Ab 1938 kam die Straße zur Nalepastraße. Nobelshof ist im Stadtplan von 1961 noch als Ortslage eingetragen.[40] Heutzutage wird der Name nicht mehr verwendet.

- Ohmstraße, benannt nach dem Techniker Georg Simon Ohm, von der Helmholtzstraße nordwärts bis zur späteren Mentelinstraße, dann ostwärts bis zur Wattstraße, von 1903[41] Genaue Lage siehe im Stadtplan 1907.[37]

- Plattnerstraße, von der Nalepastraße zur Spree, erstmals im Adressbuch 1932 verzeichnet.[42] Im Stadtplan von 1955 war sie noch enthalten, 1961 nicht mehr.[37]

- Rathausstraße, angelegt 1909, seit 1937 Griechische Allee.

- Reuleauxstraße – benannt nach dem Maschinenbauingenieur Franz Reuleaux, von der Helmholtzstraße bis zur Ohmstraße, von 1901 (oder früher) bis 1908 als südlicher Teil der späteren Tabbertstraße entstanden.[43] Genaue Lage siehe im Stadtplan 1907.[37] Unter Reuleauxstraße werden im Adressbuch 1902 ein Gastwirt Rummel und die Vergnügungsstätte ,Rummels Heidepark’ genannt.[44]

- Spreestraße: Zwischen 1901 und 1940 in den Adressbüchern enthaltene Straße, die von der Ostendstraße abgeht, mit nur fünf Hausnummern. Zwei Parzellen waren als Dauerbaustellen ausgewiesen, ein Haus (Nummer 3) wurde tatsächlich errichtet. Unter Nummer 4 fand sich lange Zeit ein Reitstall,[45] der danach als Lagerplatz auftaucht. Im Jahr 1930 wurde an der Parzelle 7 der Ruderclub 1913, Eigentümer Stadt Berlin, ausgewiesen.[46] Im Stadtplan von 1961 ist die Straße noch verzeichnet[37]. Sie wurde später entwidmet und die Einzel-Bebauung in die Ostendstraße einbezogen.